# Gabriele Rossetti
Gabriele Rossetti (7 de março de 1995) é um atirador esportivo italiano, campeão olímpico.

## Carreira
Gabriele Rossetti representou a Itália nas Olimpíadas de 2016, na qual conquistou a medalha de ouro, no skeet, com apenas 21 anos. Nos Jogos Olímpicos de Verão de 2024, em Paris, conquistou o ouro na competição do skeet misto por equipes, ao lado de Diana Bacosi.